# 𱛓𭖂图山城址
𭖂图山城址位于云南省巍山县庙街镇巄𭖂图山。巄𭖂图山城是南诏主要城址之一。“巄𭖂图山”一名，最早见于南诏末期《中兴二年画卷》。元代李京《云南志略》加“图”字称之为“巄𭖂图”，并言细奴逻“城蒙舍之巄𭖂图而都之”，城因山而得名。明代《景泰云南图经志》言该城“周围四百余丈”，清代《读史方舆纪要》更言“筑城高三丈”。但到二十世纪时，地表已无踪迹可循。
二十世纪后半期，在此出土大量南诏时期建筑遗迹，如瓦片、瓦当、滴水、莲花纹方砖、柱础等。同时发现大量佛教造像残件，并确认了一处寺院及塔基遗址。

## 图片

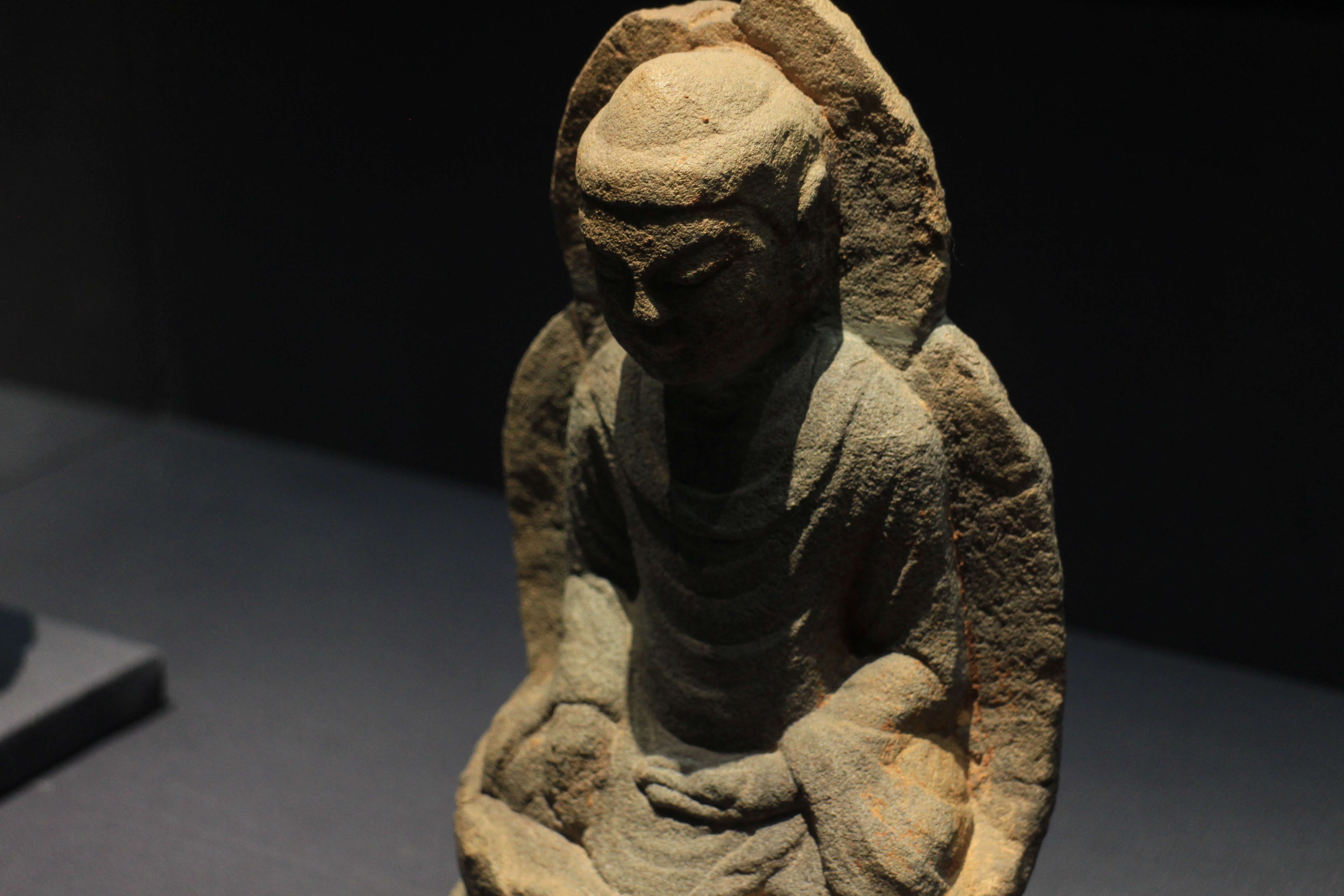
巄𭖂图山城佛寺遗址出土造像
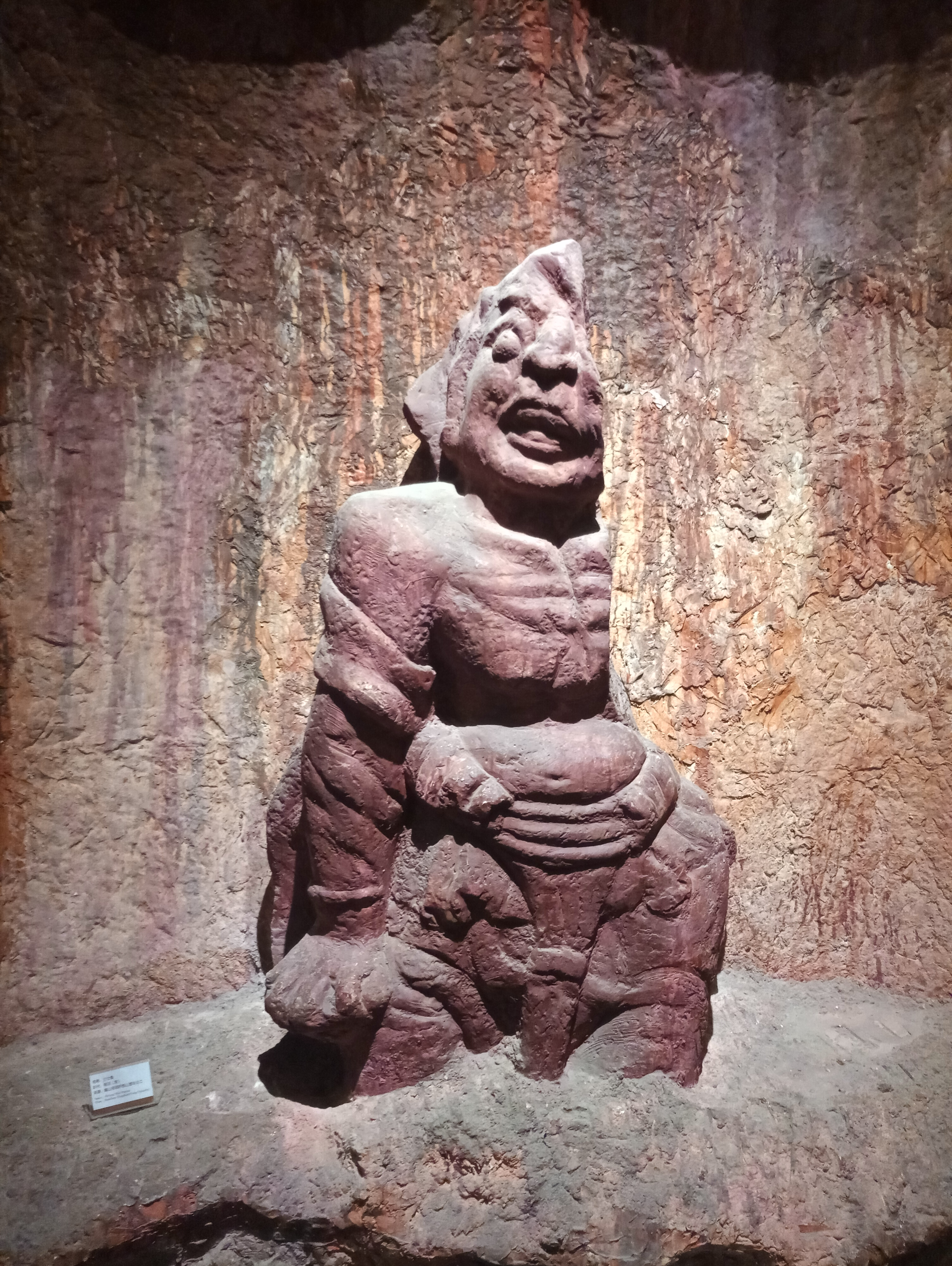
力士像
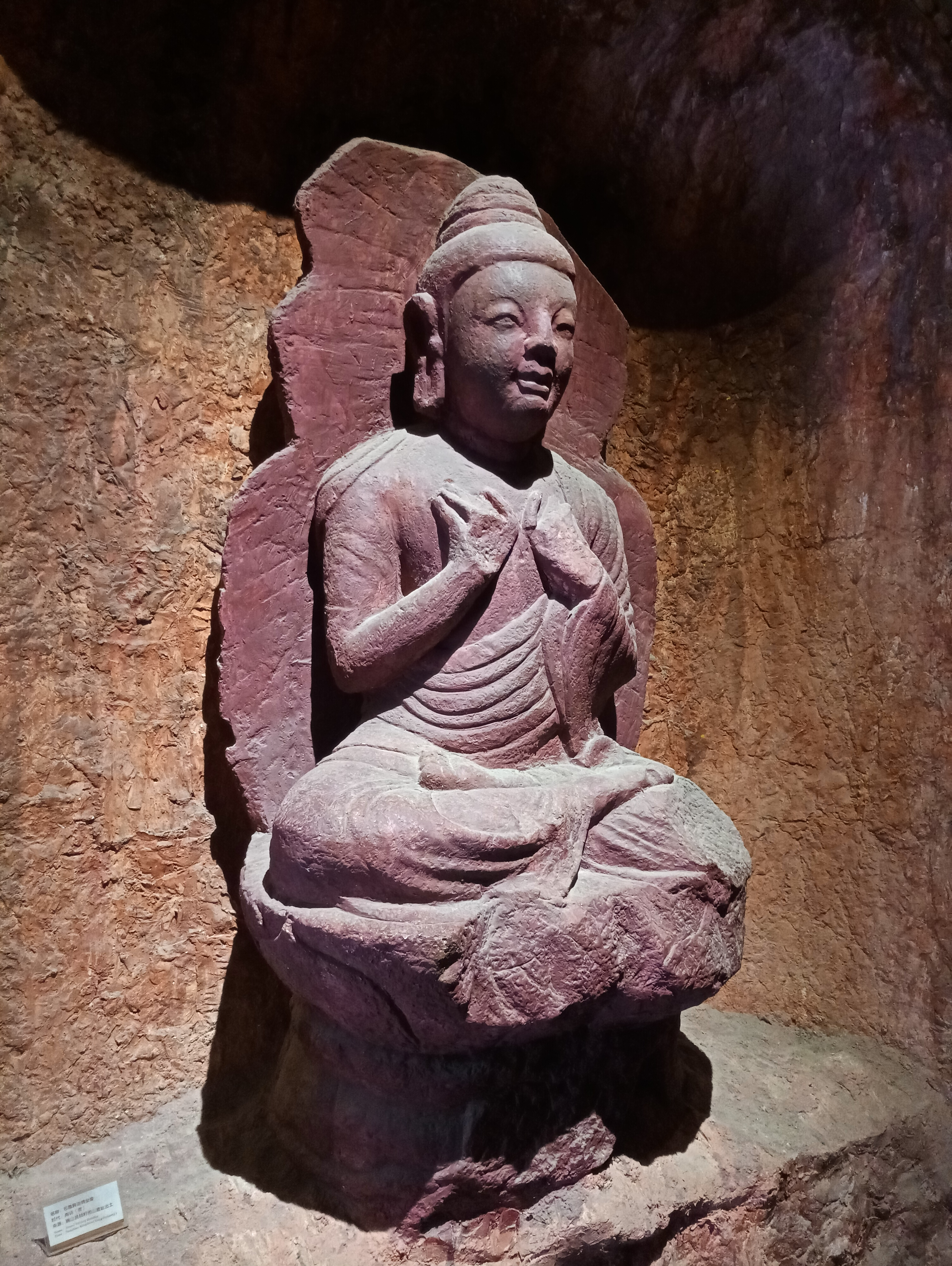
石雕释迦佛坐像
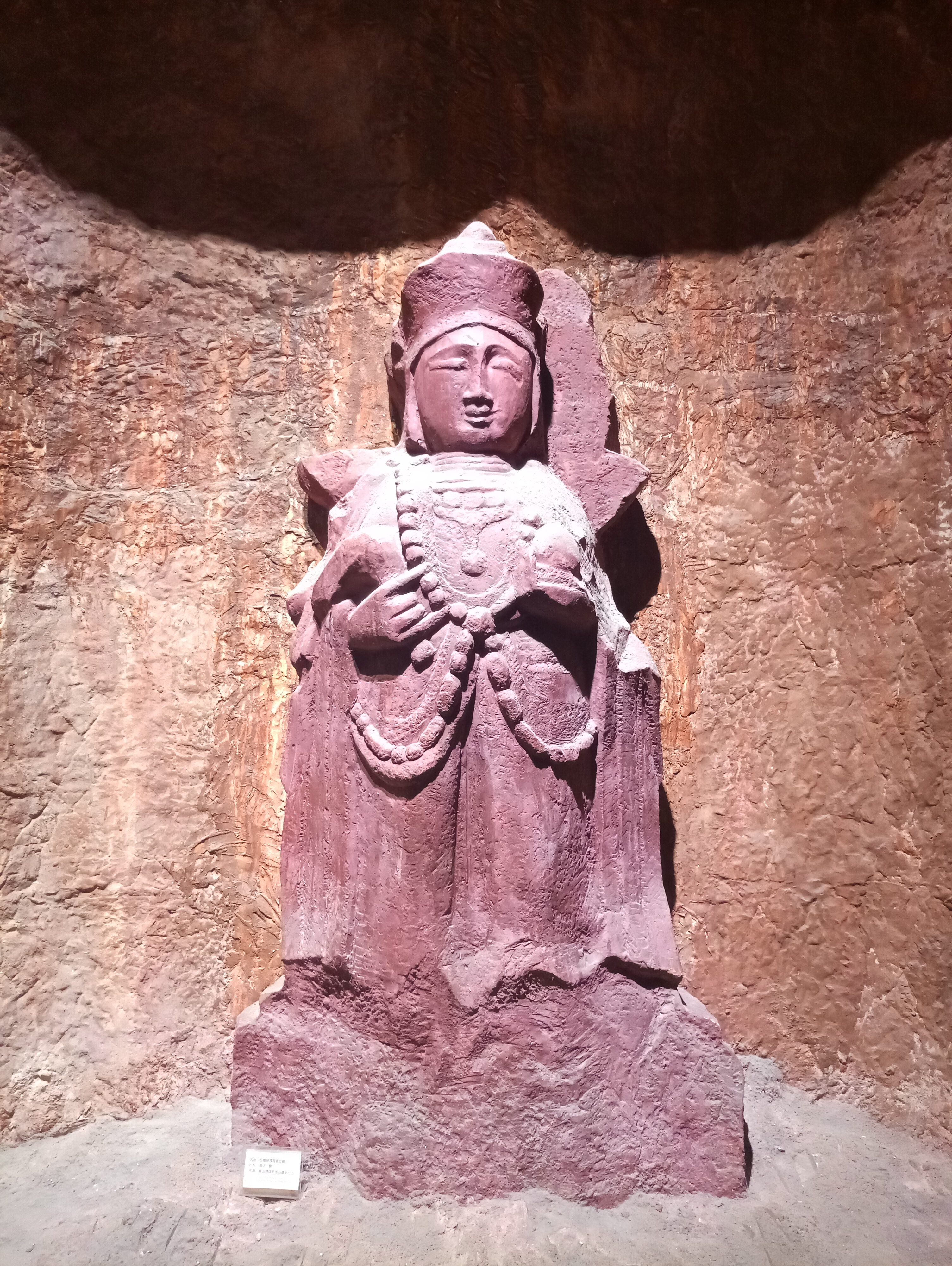
石雕杨枝观音立像
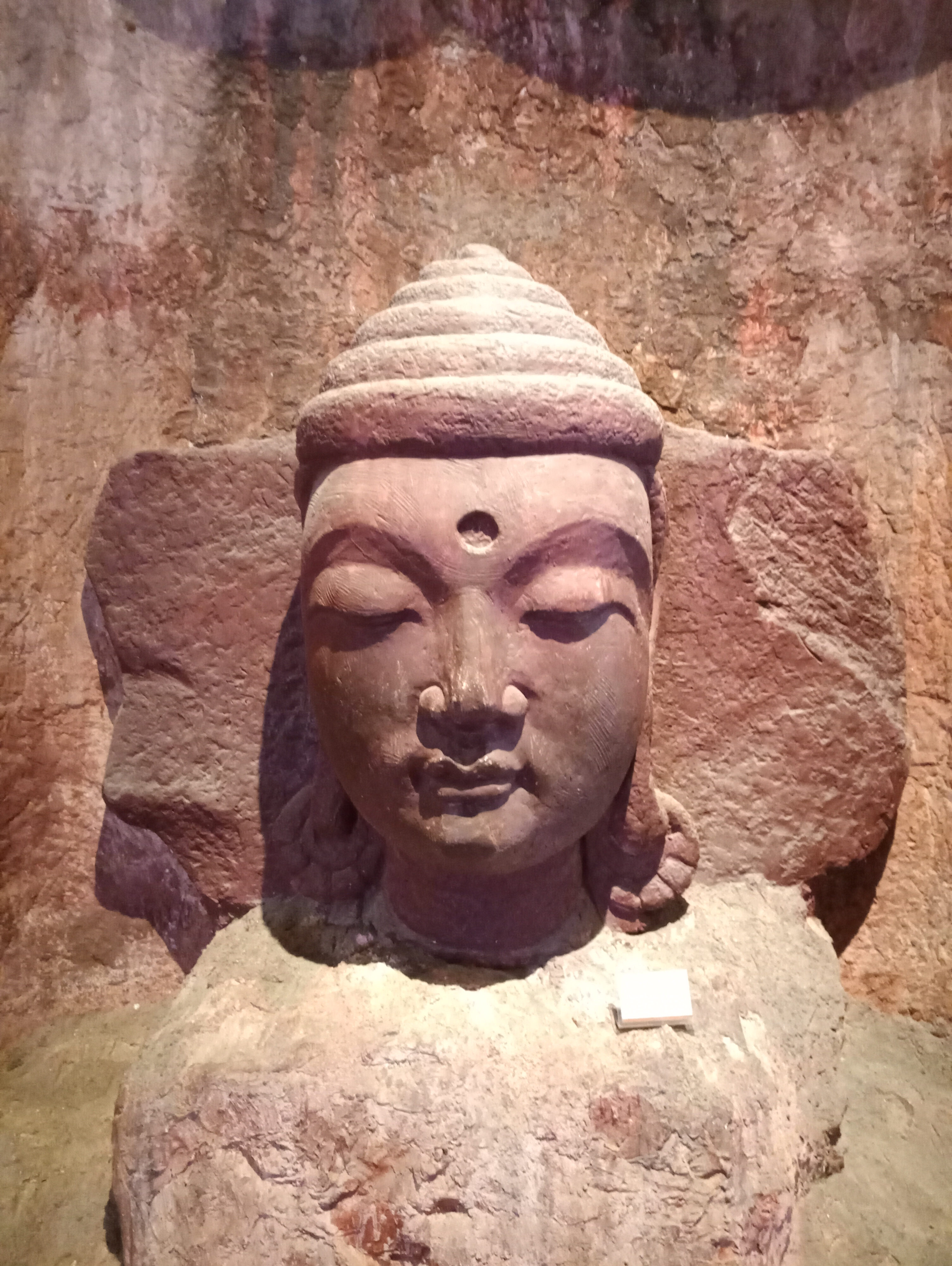
石雕佛头像